# Välta (Pöide)
Välta – wieś w Estonii, w prowincji Sarema, w gminie Pöide.